# Moriaphila rufipes
Moriaphila rufipes är en skalbaggsart som beskrevs av Ernst Gustav Kraatz 1895. Moriaphila rufipes ingår i släktet Moriaphila och familjen Cetoniidae. Inga underarter finns listade i Catalogue of Life.